# Kakenstorf
Kakenstorf es un municipio situado en el distrito de Harburgo, en el estado federado de Baja Sajonia (Alemania), a una altitud de 49 metros. Su población a finales de 2016 era de unos 1300 habitantes y su densidad poblacional, 35 hab/km².
Se encuentra ubicado al sur de la ciudad de Hamburgo.